# Two Harbors (Minnesota)
Pour les articles homonymes, voir Two Harbors.
La ville de Two Harbors est le siège du comté de Lake, dans l’État du Minnesota, aux États-Unis. Lors du recensement de 2010, elle comptait 3 745 habitants.

## Patrimoine
- Le remorqueur Edna G est aujourd'hui un navire-musée, dont le port d'attache	est Two Harbors.

## Source
- (en) Cet article est partiellement ou en totalité issu de l’article de Wikipédia en anglais intitulé « Two Harbors, Minnesota » (voir la liste des auteurs).